# Kim Sohyi
Kim Sohyi (* 14. Februar 1965 in Busan, Südkorea) ist eine in Österreich lebende Köchin und Autorin von Kochbüchern.

## Leben
Die Kochausbildung absolvierte sie bei ihrer japanisch-koreanischen Mutter, die in Südkorea ein Gourmet-Restaurant besitzt. Mit 19 Jahren kam Kim nach Wien. Nachdem sie am Schulzentrum Herbststraße für Mode und Kunst im 16. Wiener Gemeindebezirk eine Ausbildung in Modedesign absolviert und einige Jahre in diesem Beruf verbracht hatte, eröffnete sie eine Sushi-Bar in Wien und 2001 ihr eigenes Restaurant Kim kocht, das 2008 mit zwei Hauben des Gault-Millau ausgezeichnet wurde. Neben ihrer Tätigkeit als Köchin schreibt Kim Kochbücher (Kim kocht), bietet Kochkurse an und trat im Mai 2008 in der VOX-Sendung Die Kocharena auf; außerdem kochte sie bei Johannes B. Kerner sowie nun in dessen Nachfolgesendung Lanz kocht im ZDF und ist Jurymitglied bei der ZDF-Kochshow Die Küchenschlacht.
Zum 1. November 2014 wurde das seit Herbst 2010 von Kim Sohyi geführte Restaurant am Wiener Naschmarkt aufgrund eines Wasserrohrbruchs geschlossen. Im Zuge dessen siedelte Kim Sohyi in ihr Zweitlokal am Hohen Markt über.

## Auszeichnungen
- 2003: 3 Sterne, Kategorie Restaurants ethno, A la Carte Gault-Millau 2003, 2 Hauben als Einsteiger Trophée A la Carte 2003, Kategorie Ethno-Küche
- 2004: Tafelspitz 2004, 1. Platz, Restaurants ethno, Gault-Millau 2004, 2 Hauben und 15 Punkte Österreich A la Carte 2004, 3 Sterne und 76 Punkte
- 2005: Tafelspitz 2005, 1. Platz, Restaurants ethno, Gault-Millau 2005, 2 Hauben und 15 Punkte, Österreich A la Carte 2005, 3 Sterne und 79 Punkte, Kims erstes Buch „Kim kocht“ gewinnt den „Gourmand World Cookbook Award 2004“ für das weltbeste Asiatische Kochbuch und den Award „Best Woman Chef Cookbook in German“, Verleihung Februar 2005, Schweden
- 2006: Tafelspitz 2006, 2. Platz, Restaurants ethno, Gault-Millau 2006, 2 Hauben und 15 Punkte, 3 Sterne und 79 Punkte, A la Carte
- 2007: Gault-Millau 2007, 1 Haube und 14 Punkte, Tafelspitz 2007, 2. Platz, Restaurants ethno, A la Carte, 3 Sterne, 79 Punkte
- 2008: Gault-Millau 2008, 2 Hauben, „Kim kocht“ wird vom Falstaff Gourmetguide 2008 als bestes Restaurant in der Kategorie Asien mit 2 Gabeln ausgezeichnet
- 2010: Gault-Millau 3 Hauben und 17 Punkte
- 2011: Gault-Millau 3 Hauben und 17 Punkte

## Schriften
- Kim kocht. 2004. ISBN 9783950085693
- Heilsame Nahrung. 2005. ISBN 9783708800301
- Die asiatische Küche. 2007. ISBN 9783854314318